# Patagoniska chinchillamöss
Patagoniska chinchillamöss (Euneomys) är ett släkte av däggdjur som ingår i familjen hamsterartade gnagare.

## Beskrivning
Dessa gnagare förekommer i Patagonien i södra Argentina och södra Chile. De hittas även på Eldslandet. Habitatet utgörs av buskskogar och gräsmarker i sandiga eller klippiga områden.
Individerna når en kroppslängd (huvud och bål) av 9 till 16 cm och en svanslängd av 5 till 10 cm. Vikten ligger mellan 60 och 120 gram. Beroende på art och individ är pälsen på ovansidan kanelbrun, rödbrun eller brun medan buken är ljusare eller grå. Extremiteterna är oftast vitaktiga. Även svansen har en mörk ovansida och en ljus undersida. Med sina långa klor har de bra förmåga att gräva i marken.
Patagoniska chinchillamöss skapar underjordiska bon och bildar där kolonier. Honor kan ha fyra ungar per kull. Födan utgörs av växtdelar.
IUCN listar två arter som livskraftig (LC) och två arter med kunskapsbrist (DD).

## Taxonomi
Arter enligt Catalogue of Life och Wilson & Reeder (2005):
- Euneomys chinchilloides
- Euneomys fossor
- Euneomys mordax
- Euneomys petersoni